# Hoodstar
Hoodstar – trzeci studyjny album amerykańskiego rapera Chingy’ego. Został wydany 19 września, 2006 roku. Gościnnie występują Three 6 Mafia, Jermaine Dupri, Tyrese Gibson, Mannie Fresh czy Keri Hilson. Album zadebiutował na 8. miejscu notowania Billboard 200, sprzedając się w ilości 77.000 egzemplarzy w pierwszym tygodniu. Do czerwca 2007 r. album sprzedał się w ilości ponad 500.000 kopii.

## Single
Pierwszym singlem był "Pullin' Me Back" z gościnnym udziałem piosenkarzem/aktorem, Tyrese. Drugim utworem promującym album był "Dem Jeans" z udziałem Jermaine Dupri.

## Lista utworów
| Nr | Tytuł                                            | Producent         | Czas |
| -- | ------------------------------------------------ | ----------------- | ---- |
| 1  | "Intro (Ridin' wit Me)"                          | Vudu              | 1:46 |
| 2  | "Hands Up"                                       | Poli Paul         | 4:38 |
| 3  | "Club Gettin' Crowded" (featuring Three 6 Mafia) | DJ Paul & Juicy J | 4:35 |
| 4  | "Nike Aurr's & Crispy Tee's"                     | Poli Paul         | 3:46 |
| 5  | "Bounce That"                                    | The Track Starz   | 3:53 |
| 6  | "Cadillac Doors" (featuring Midwest City)        | Poli Paul         | 3:40 |
| 7  | "Dem Jeans" (featuring Jermaine Dupri)           | Jermaine Dupri    | 3:49 |
| 8  | "Pullin' Me Back" (featuring Tyrese)             | Jermaine Dupri    | 3:54 |
| 9  | "U a Freak (Nasty Girl)"                         | Mr. Collipark     | 4:07 |
| 10 | "Brand New Kicks" (featuring Mannie Fresh)       | Mannie Fresh      | 4:31 |
| 11 | "A$$ N Da Aurr" (featuring Young Spiffy)         | Sanchez           | 4:05 |
| 12 | "Let Me Luv U" (featuring Keri Hilson)           | Timbaland         | 4:55 |
| 13 | "Let's Ride" (featuring Fatman Scoop)            | Kwamé             | 3:48 |

### Dodatkowe utwory w Japonii
| Nr | Tytuł                                                 | Producent      | Czas |
| -- | ----------------------------------------------------- | -------------- | ---- |
| 14 | "How We Roll" (featuring Chopper Young City)          | The Trak Starz | 3:58 |
| 15 | "All We Do Is This" (featuring Eko Fresh & Baba Saad) | The Trak Starz | 4:08 |